# Upp, framåt till strid
Upp, framåt till strid är en psalm med text och musik skriven 1892 av Johan Melcher Öjerholm.

## Publicerad i
- Psalmer och Sånger 1987 som nr 664 under rubriken "Att leva av tro - Verksamhet - kamp - prövning".[1]